# رفائيل كاستيلو (بوينس آيرس)
رفائيل كاستيلو (بالإسبانية: Rafael Castillo, Buenos Aires)‏ هي منطقة سكنية تقع في الأرجنتين في La Matanza Partido. يقدر عدد سكانها بـ 103,992 نسمة وترتفع عن سطح البحر 23 متر.

## أعلام
- ليوناردو بيسكوليتشي